# Фінансування Національної гвардії України

Емблема Національної гвардії України

Фінансування Національної гвардії України забезпечуєтся за рахунок державного бюджету України в рамках фінансування правоохоронної діяльності виділеного Міністерству внутрішніх справ.

## Надходження
Річним розписом видатків загального фонду бюджету на утримання Національної гвардії в 2015 році з урахуванням внесених змін передбачалося 6 млрд. 960,5 млн (52,8% від нормативної потреби в 13 млрд. 175,5 млн). Фінансування з державного бюджету виділено в повному обсязі. Надходження спеціального фонду становили 403,5 млн. Бюджет національної гвардії 7 364,0 млн.
Річним розписом видатків загального фонду державного бюджету на утримання Національної гвардії в 2016 році з урахуванням внесених змін передбачалося 8 млрд. 621,9 млн (33% від нормативної потреби в 26 млрд. 161,7 млн.) Фінансування з державного бюджету виділено в повному обсязі. Надходження спеціального фонду становили 705,7 млн. Бюджет національної гвардії 9 327,6 млн.

### Бюджет
| Стаття                 | 2015 (млн.) | 2016 (млн.) | 2017 (млн.) |
| ---------------------- | ----------- | ----------- | ----------- |
| Загальний фонд         | 6 960,5     | 8 621,9     | 8860,2      |
| Спеціальний фонд       | 403,5       | 705,7       | 1665,6      |
| Недоотримано           | -           | -           | -           |
| Разом                  | 7 364,0     | 9 327,6     | 10525,8     |
| Нормативна потреба     | 13 175,5    | 26 161,7    | 31299,7     |
| Відсоток (від потреби) | 52,8%       | 33%         | 28,3%       |

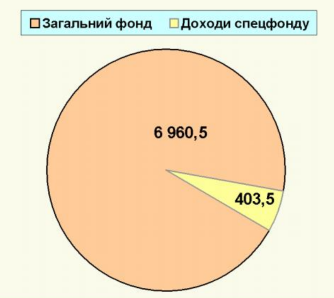
Надходження бюджету, 2015
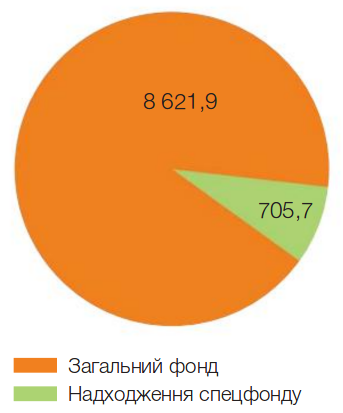
Надходження бюджету, 2016

### Надходження спеціального фонду
| Види послуг                                                                                                | 2015 (млн.) | 2016 (млн.) |
| --- | ----------- | ----------- |
| Послуги бюджетним установам згідно їх основної діяльності                                                  | 163,8       | 243,7       |
| Від додаткової (господарської) діяльності                                                                  | 33,1        | 38,8        |
| Від оренди майна бюджетних установ                                                                         | -           | 49,5        |
| Від реалізації майна (крім нерухомого)                                                                     | 7,7         | 48,4        |
| Від отриманих благодійних внесків, грантів та дарунків                                                     | 119,1       | 285,1       |
| Від підприємств, організаці, фізичних осіб та від інших бюджетних установ для виконання цільових заходів   | 20,9        | 25,7        |
| Субвенція з місцевого бюджету на виконання програм соціально-економічного та культурного розвитку регіонів | 11,4        | 14,5        |
| Разом | 403,5       | 705,7       |

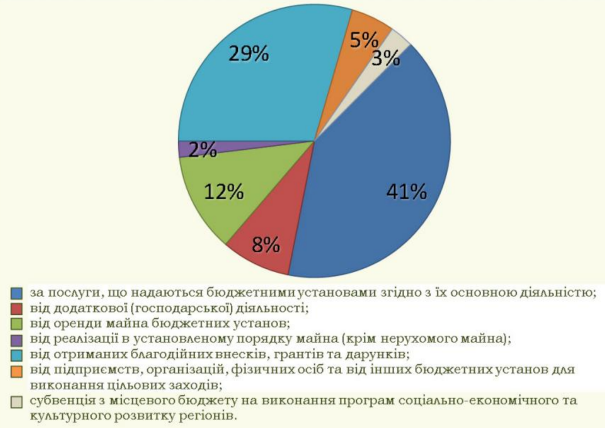
Надходження спеціального фонду, 2015
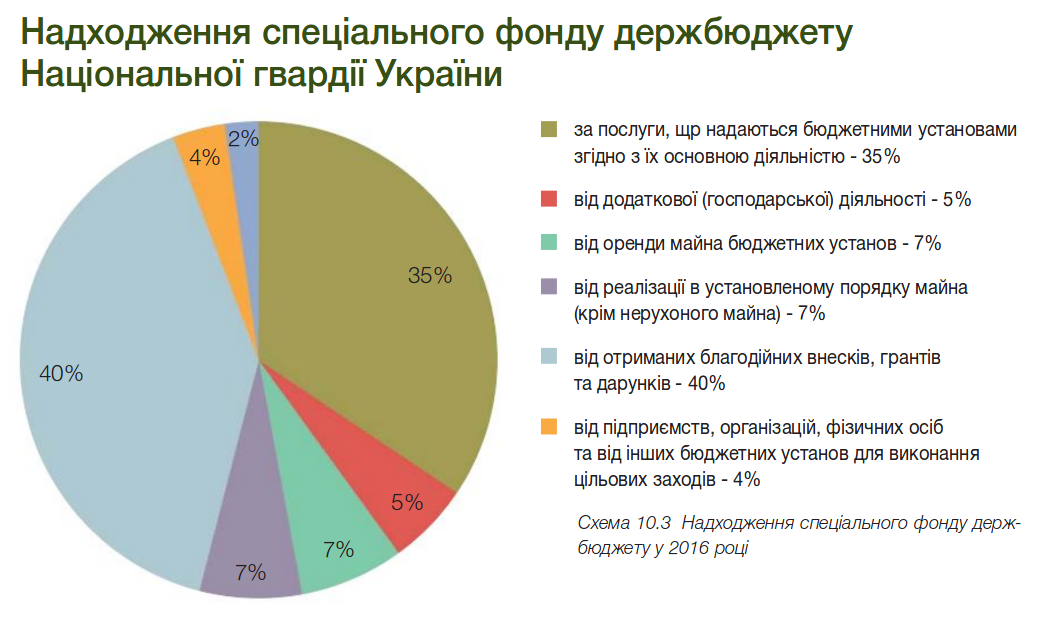
Надходження спеціального фонду, 2016

## Видатки
| Види видатків | 2016 (млн.) |
| --- | ----------- |
| Оплата праці та нарахування                                                                                            | 5 075,9     |
| Оплата комунальних послуг та енергоносіїв                                                                              | 151,0       |
| Оплата медикаментів та продуктів харчування                                                                            | 388,1       |
| Проведення видатків спеціального призначення та капітальних видатків з придбання транспортних засобів, засобів зв'язку | 1 763,4     |
| Будівництво (придбання) житла                                                                                          | 121,8       |
| Соціальні виплати особовому складу                                                                                     | 136,2       |
| Інші видатки | 985,5       |
| Разом | 8 621,9     |

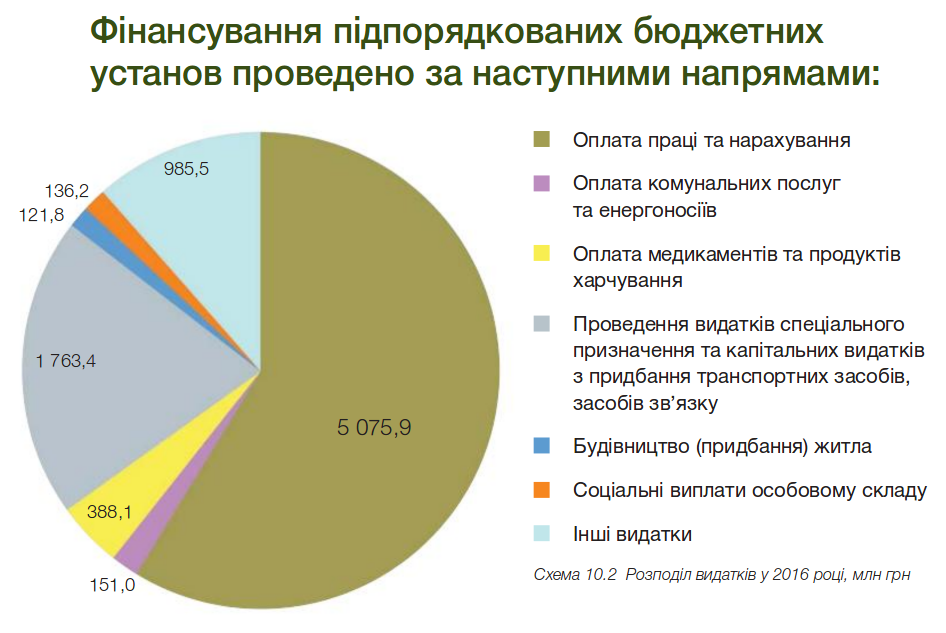
Видатки бюджету, 2016